# Serie A 2004 (Ecuador)
La Serie A 2004 è stata la 46ª edizione della massima serie del campionato di calcio dell'Ecuador, ed è stata vinta dal Deportivo Cuenca, giunto al suo primo titolo.

## Formula
La stagione è divisa in due fasi: Apertura e Finalización. La prima si disputa in un girone unico; le prime tre si qualificano al girone finale. Il Clausura ricalca l'andamento dell'Apertura. Le ultime due squadre nella classifica complessiva delle due fasi vengono retrocesse, mentre le 6 qualificate alla fase finale si disputano il titolo.

## Apertura
|  | Pos. | Squadra          | Pt | G  | V  | N | P  | GF | GS | DR  |
|  | ---- | ---------------- | -- | -- | -- | - | -- | -- | -- | --- |
|  | 1.   | Aucas            | 36 | 18 | 10 | 6 | 2  | 31 | 15 | +16 |
|  | 2.   | LDU Quito        | 30 | 18 | 9  | 3 | 6  | 33 | 26 | +7  |
|  | 3.   | Deportivo Cuenca | 29 | 18 | 8  | 5 | 5  | 21 | 15 | +6  |
|  | 4.   | Emelec           | 28 | 18 | 9  | 1 | 8  | 26 | 21 | +5  |
|  | 5.   | El Nacional      | 26 | 18 | 7  | 5 | 6  | 26 | 25 | +1  |
|  | 6.   | Deportivo Quito  | 25 | 18 | 7  | 4 | 7  | 28 | 32 | -4  |
|  | 7.   | Olmedo           | 24 | 18 | 6  | 6 | 6  | 23 | 23 | 0   |
|  | 8.   | Barcelona SC     | 18 | 18 | 4  | 6 | 8  | 20 | 25 | -5  |
|  | 9.   | ESPOLI           | 17 | 18 | 3  | 8 | 7  | 14 | 23 | -9  |
|  | 10.  | Macará           | 12 | 18 | 2  | 6 | 10 | 16 | 33 | -17 |

Aucas 2 punti bonus; LDU Quito 1; Deportivo Cuenca 0,5.

## Finalización
|  | Pos. | Squadra          | Pt | G  | V  | N | P  | GF | GS | DR  |
|  | ---- | ---------------- | -- | -- | -- | - | -- | -- | -- | --- |
|  | 1.   | Barcelona SC     | 34 | 18 | 10 | 4 | 4  | 36 | 22 | +14 |
|  | 2.   | Olmedo           | 31 | 18 | 8  | 7 | 3  | 34 | 25 | +9  |
|  | 2.   | El Nacional      | 31 | 18 | 9  | 4 | 5  | 21 | 17 | +4  |
|  | 4.   | Deportivo Quito  | 30 | 18 | 8  | 6 | 4  | 37 | 26 | +11 |
|  | 5.   | Deportivo Cuenca | 28 | 18 | 8  | 4 | 6  | 24 | 21 | +3  |
|  | 6.   | Aucas            | 26 | 18 | 7  | 5 | 6  | 22 | 20 | +2  |
|  | 7.   | Emelec           | 22 | 18 | 5  | 7 | 6  | 27 | 33 | -5  |
|  | 8.   | LDU Quito        | 29 | 18 | 6  | 2 | 10 | 23 | 27 | -4  |
|  | 9.   | Macará           | 15 | 18 | 3  | 6 | 9  | 17 | 32 | -15 |
|  | 10.  | ESPOLI           | 9  | 18 | 2  | 3 | 13 | 15 | 33 | -18 |

Barcelona 2 punti bonus; Olmedo 2; El Nacional 0,5.

## Classifica complessiva
|  | Pos. | Squadra          | Pt | G  | V  | N  | P  | GF | GS | DR  |
|  | ---- | ---------------- | -- | -- | -- | -- | -- | -- | -- | --- |
|  | 1.   | Aucas            | 62 | 36 | 17 | 11 | 8  | 53 | 35 | +18 |
|  | 2.   | Deportivo Cuenca | 57 | 36 | 16 | 9  | 11 | 45 | 36 | +9  |
|  | 2.   | El Nacional      | 57 | 36 | 16 | 9  | 11 | 47 | 42 | +5  |
|  | 4.   | Olmedo           | 55 | 36 | 14 | 13 | 9  | 57 | 48 | +9  |
|  | 4.   | Deportivo Quito  | 55 | 36 | 15 | 10 | 11 | 65 | 58 | +7  |
|  | 6.   | Barcelona SC     | 52 | 36 | 14 | 10 | 12 | 56 | 47 | +9  |
|  | 7.   | LDU Quito        | 50 | 36 | 15 | 5  | 16 | 56 | 53 | +3  |
|  | 7.   | Emelec           | 50 | 36 | 14 | 8  | 14 | 53 | 54 | -1  |
|  | 9.   | Macará           | 27 | 36 | 5  | 12 | 19 | 33 | 65 | -32 |
|  | 10.  | ESPOLI           | 26 | 36 | 5  | 11 | 20 | 29 | 56 | -27 |

## Fase finale
Aucas 2 punti bonus; Barcelona 2; LDU Quito 1; Olmedo 1; Deportivo Cuenca 0,5; El Nacional 0,5.
|                    | Pos. | Squadra          | Pt   | G  | V | N | P | GF | GS | DR |
| ------------------ | ---- | ---------------- | ---- | -- | - | - | - | -- | -- | -- |
| Ecuador (bandiera) | 1.   | Deportivo Cuenca | 19,5 | 10 | 6 | 1 | 3 | 16 | 13 | +3 |
|                    | 2.   | Olmedo           | 19   | 10 | 6 | 0 | 4 | 16 | 14 | +2 |
|                    | 3.   | LDU Quito        | 18   | 10 | 5 | 2 | 3 | 13 | 9  | +4 |
|                    | 4.   | El Nacional      | 15,5 | 10 | 4 | 3 | 3 | 17 | 16 | +1 |
|                    | 5.   | Barcelona SC     | 13   | 10 | 3 | 2 | 5 | 14 | 16 | -2 |
|                    | 5.   | Aucas            | 7    | 10 | 1 | 2 | 7 | 11 | 19 | -8 |

## Verdetti
- LDU Quito campione nazionale
- Deportivo Cuenca, Olmedo e LDU Quito in Coppa Libertadores 2005
- Aucas e LDU Quito in Copa Sudamericana 2004
- Macará ed ESPOLI retrocessi.

## Classifica marcatori
| Gol |  |  | Giocatore                | Squadra          |
| --- |  |  | ------------------------ | ---------------- |
| 28  |  |  | Ebelio Ordóñez           | El Nacional      |
| 23  |  |  | Fernando Rodríguez       | Olmedo           |
| 21  |  |  | Christian Carnero        | Deportivo Cuenca |
| 19  |  |  | Gustavo Figueroa         | Aucas            |
| 17  |  |  | Hamilton Ricard          | Emelec           |
| 16  |  |  | Gabriel Fernández        | Olmedo           |
| 16  |  |  | Rodrigo Teixeira Pereira | Barcelona SC     |
| 14  |  |  | Carlos Quiñónez          | Deportivo Cuenca |
| 13  |  |  | Marlon Ayoví             | Deportivo Quito  |
| 12  |  |  | Danny Vera               | Barcelona SC     |
| 10  |  |  | Walter Calderón          | Deportivo Cuenca |
| 9   |  |  | Walter Ayoví             | Barcelona SC     |
| 9   |  |  | Johnny Baldeón           | Deportivo Quito  |
| 9   |  |  | Iván Kaviedes            | Barcelona SC     |
| 9   |  |  | Franklin Salas           | LDU Quito        |